# Esko Aho
Esko Tapani Aho (Veteli, 20 maggio 1954) è un politico finlandese, ex Primo ministro della Finlandia.

## Biografia
È stato membro del Parlamento finlandese dal 1983 al 2003. Dal 1990 al 2002 è stato presidente del Partito di Centro Finlandese, uno dei tre maggiori partiti politici finlandesi. Inoltre Aho è stato primo ministro dei governi di centro-destra (Partito di Centro, Partito di Coalizione Nazionale, Democratici Cristiani e Partito Popolare Svedese) dal 1991 al 1995. Membro del Club di Madrid, nel 1991, al tempo della nomina a Primo Ministro, era il più giovane capo di governo in Europa.
In particolare è ricordato per avere condotto la Finlandia nell'Unione europea. Lo stesso partito di Aho, che ottiene la maggior parte del proprio supporto dalle aree rurali, si oppose all'ingresso nella UE, ma fu convinto grazie alla diplomazia del Primo Ministro.
Il governo di Aho si trovò inoltre a fronteggiare la profonda crisi economica dell'inizio degli anni novanta. La rigorosa politica di tagli e risparmi e i piani per la riduzione della disoccupazione resero il governo impopolare, impopolarità che fu in parte causa della caduta dello stesso nelle elezioni del 1995 e della permanenza del Partito di Centro all'opposizione per otto anni.
Nel 2000, Esko Aho perse la corsa alla presidenza della Finlandia in favore di Tarja Halonen. Dopo la sconfitta si ritirò dalla politica attiva, inizialmente per spendere un anno sabbatico alla Università Harvard come docente. Nelle elezioni del 2003 lasciò il parlamento e si ritirò dall'impegno politico. Attualmente è presidente del SITRA, il fondo nazionale finlandese per la ricerca e lo sviluppo. Nell'agosto del 2008 Nokia annunciò che Aho avrebbe assunto la carica di responsabile del settore Corporate Relations and Responsibility e sarebbe diventato membro del consiglio di amministrazione della società; Aho ricopre questi incarichi a partire dal 1º gennaio del 2009.